# 懸垂下降

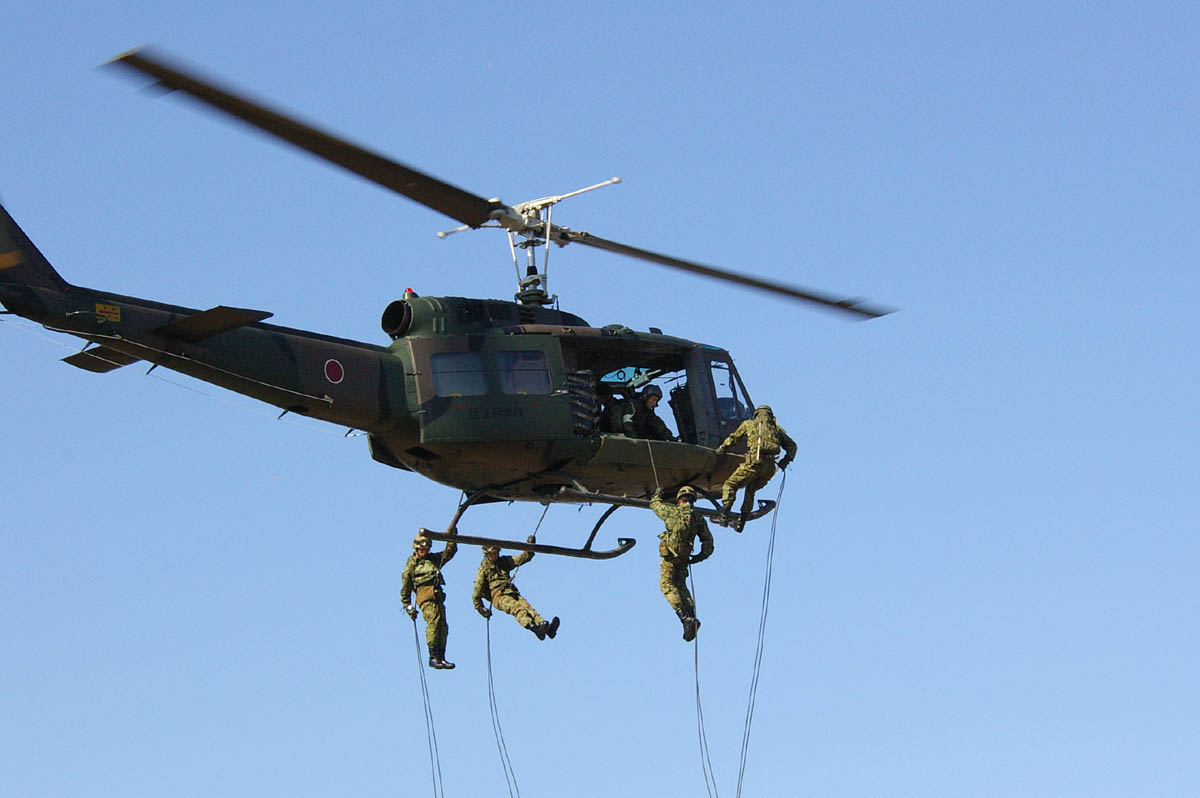
UH-1J ヘリコプターからラペリング降下を行う陸上自衛隊レンジャー隊員

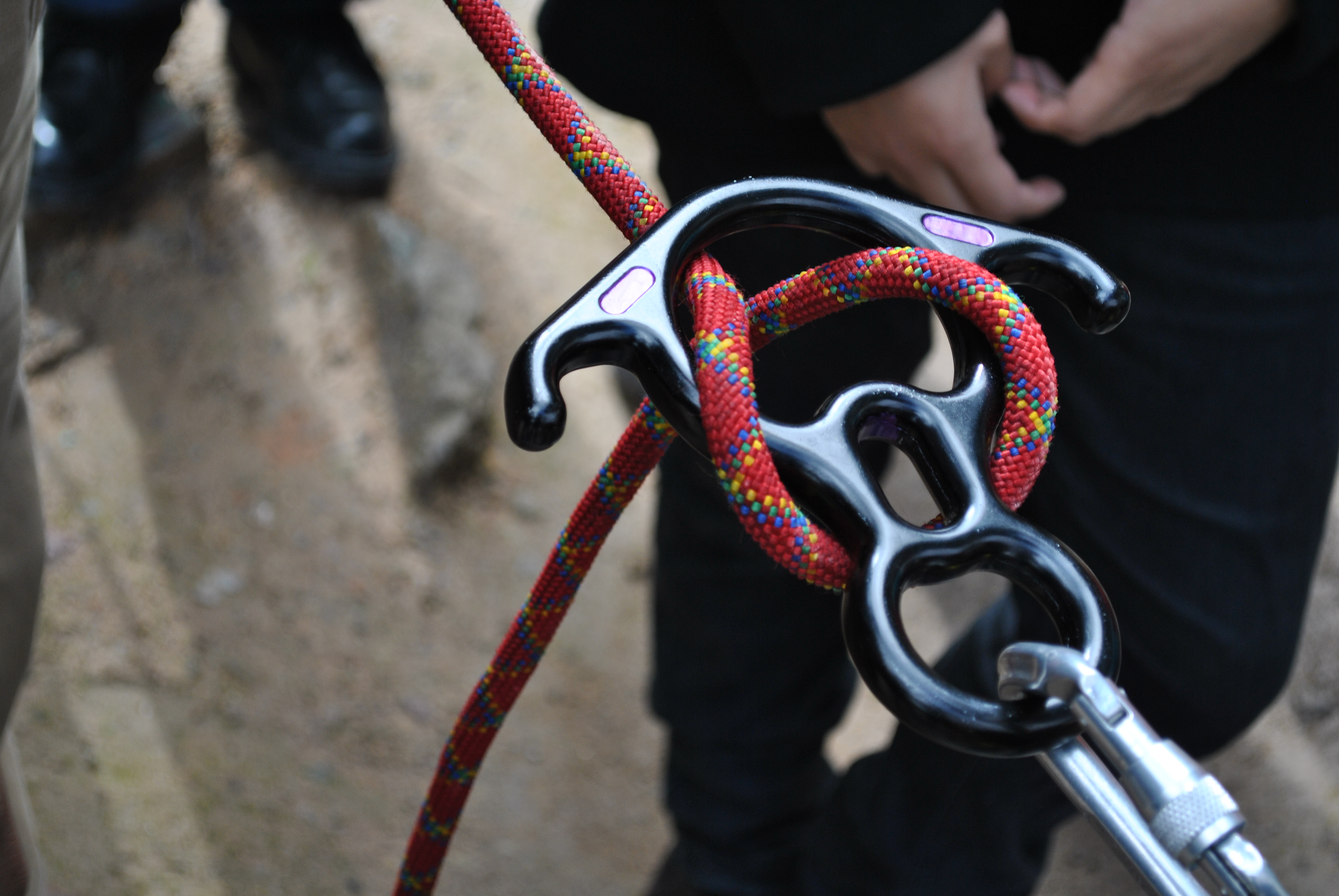
ザイルを通したエイト環

懸垂下降（けんすいかこう）は、ロープ（ザイル）を使って高所から下降する方法のことである。登山では、主に急峻な斜面や岩壁、軍事活動のヘリボーンや救助においては、ヘリコプターが着陸できない状況下にてホバリング中のヘリコプターなどから降りる際、またはCQBにおいて、建物屋上から内部に進入する際にも用いられる。ドイツ語からアプザイレン（Abseilen ）、フランス語由来のアメリカ英語からラッペリング（rappelling ）もしくはリ（ラ）ペリング、ラッペルとも言う。イギリス英語ではドイツ語由来のabseilenが多用される。

## 概要
クライミングロープにセットされた下降器を用い、ロープと懸垂下降器の摩擦を緩めながら後ろ歩きの要領で下降する。オーバーハングのある岩壁や、ヘリコプターからの降下などではロープを一気に滑り降りる場合もあるが、訓練を積んでいない者が行うのは極めて危険である。
「オーストラリアン・ラペル」と俗称される方法では、前向き（下向き）の姿勢で下降が行われる。

## 用語
道具
- クライミングロープ（ザイル）
- ハーネス

衝撃吸収のため、腰部だけでなく太腿部までホールドするものを用いる。消防などでは「座席結び」と呼ばれる方法で体に巻いたロープを使用する場合もある。また、ハーネスに使用するカラビナは、必ず安全環付きのものを使用する。
また、下降器やハーネスを用いず、「首絡み」や「肩絡み」といったロープを体に絡ませて行う方式もあるが、摩擦による擦傷など身体への負担も大きいため、応急的な手段であり一般的には用いられない。消防においても訓練は行うが、現場においてはハーネスを使用している。
- 手袋

手に強い摩擦が生じるため、革製のものが望ましい。
- カラビナ
- 懸垂下降器（ディセンダー 英語：descender）
- ビレイディバイス
- チョーク 滑り止め粉
- 残置 - 昔の人が置いて行ったロープなど、古いものは安全性に不安がある。
- クラッシュパッド（英語：crash pad） - 人工壁で落下した時用の安全装置

テクニック
- ダブルロープ
- ロープアクセス技術
- シングルロープテクニック
- アバラコフ - 氷の壁にループになるよう穴を開けてロープを通して支点にするテクニック

## 歴史
懸垂下降は、 1876年7月13日にフランス人登山家Jean Charlet-Stratonがアルプス山脈のLes Drus山から下りる時に使用したのが始まりである。
当初は、ブレーキを掛けながら降下できる懸垂下降器の発明もなかったため、登山家のハンス・デュルファーが発明したロープを体に巻き付ける工夫S-rappel などによって下降スピードを調整していた。こういった方法は、rappel suisse、South African Abseilなどの発展があり、懸垂下降器が使えないなど様々な理由で今日でも使用されることがある。しかし、この方法は擦り傷や服へのダメージが大きく問題であったため、1960年代以降は懸垂下降器を使用するのが一般的となった。

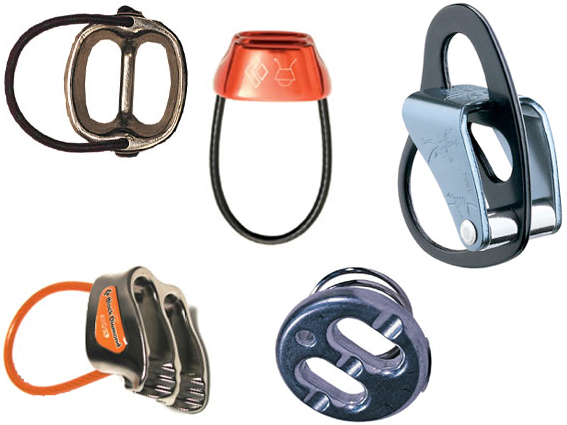
さまざまな懸垂下降器
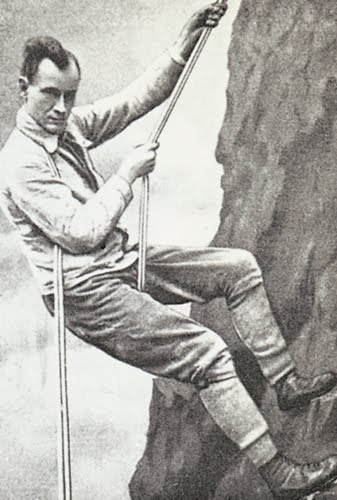
S-rappelを使用するハンス・デュルファー